# Darlau
Darlau ist eine osttimoresische Aldeia. Sie liegt im Süden des Sucos Becora (Verwaltungsamt Cristo Rei, Gemeinde Dili). Bei der Volkszählung 2015 registrierte man nur 14 Personen in Darlau. Mit den folgenden Gebietsreformen vergrößerte sich aber die Aldeia, vor allem um Gebiete der Gemeinde Aileu im Süden, so dass ihre Einwohnerzahl nun deutlich größer ist.

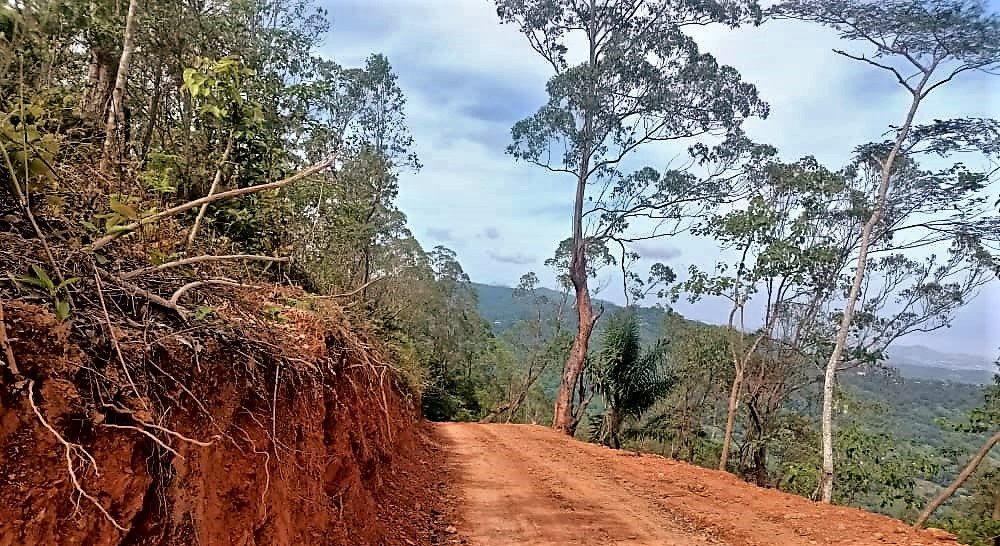
In Darlau

Im Norden grenzt Darlau an die Sucos Ailok und Camea. Im Westen, Süden und Osten von Darlau liegt die Gemeinde Aileu. Im Westen mit dem Verwaltungsamt Laulara mit dem Suco Talitu und im Osten mit dem Verwaltungsamt Remexio mit dem Suco Acumau. Der Benamauc, ein Quellfluss des Mota Claran, entspringt in Darlau und dem umliegenden Gebiet. Wasser führt er aber nur in der Regenzeit.
Neben dem Dorf Darlau im Norden liegt in der Aldeia noch der Ort Lebuhua im Süden. Lebuhua befindet sich an der Überlandstraße von Dili nach Aileu. Hier gibt es eine Zentralgrundschule (EPC) und eine medizinische Station.